# Candocyprinotus ovatus
Candocyprinotus ovatus är en kräftdjursart som beskrevs av Magali Delorme 1970. Candocyprinotus ovatus ingår i släktet Candocyprinotus och familjen Candonidae. Inga underarter finns listade.